# Specie di Echinops
Elenco delle 216 specie di Echinops:

## A
- Echinops abazariae Mozaff.
- Echinops aberdaricus R.E.Fr., 1923
- Echinops abstersibilis Iljin, 1922
- Echinops abuzinadianus Chaudhary, 200
- Echinops acantholepis Jaub. & Spach
- Echinops adenocaulos  Boiss.
- Echinops adenoclados  (Hedge) C.Vural
- Echinops afghanicus Gilli, 1963
- Echinops albicaulis Kar. & Kir., 1842
- Echinops albidus Boiss.  & Spruner
- Echinops amoenus Rech.f., 1979
- Echinops amplexicaulis Oliv., 1873
- Echinops angustilobus S.Moore, 1902
- Echinops antalyensis  C.Vural
- Echinops arachniolepis Rech.f., 1974
- Echinops araneosus Lazkov, 2001
- Echinops armatus Boiss. & Hausskn., 1875
- Echinops armenus Grossh., 1920
- Echinops atrox Kit Tan, 1995
- Echinops aucheri Boiss., 1846
- Echinops austroiranicus  Mozaff.
- Echinops avajensis  Mozaff.

## B
- Echinops babatagensis Czerniak.

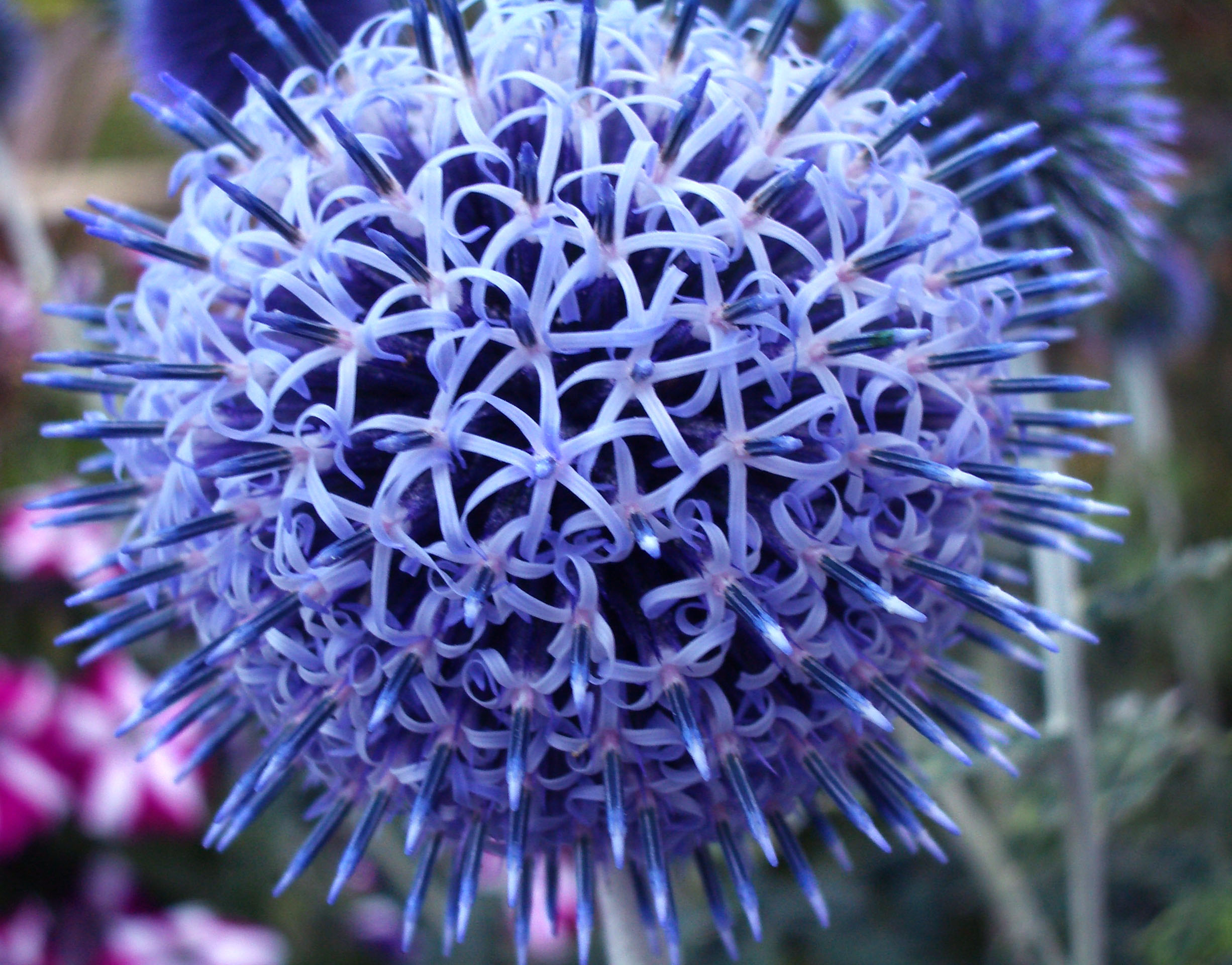
Echinops bannaticus

- Echinops bakhtiaricus Rech.f., 1951
- Echinops bampsianus  Lisowski
- Echinops bannaticus Rochel ex Schrad.
- Echinops barezicus  Montaz. & Mozaff.
- Echinops borae  C.Vural
- Echinops bovei  Boiss.
- Echinops brevipenicillatus Czerniak.
- Echinops buhaitensis Mesfin, 1990

## C
- Echinops candelabrum Rech.f., 1974
- Echinops cephalotes DC., 1838
- Echinops ceratophorus Boiss., 1845
- Echinops cervicornis Bornm., 1918
- Echinops chantavicus Trautv., 1866
- Echinops chardinii Boiss. & Buhse
- Echinops chloroleucus Rech.f., 1955
- Echinops chlorophyllus Rech.f., 1950
- Echinops chodzha-mumini Rassulova & B.A.Sharipova, 1988
- Echinops chorassanicus Bunge, 1863
- Echinops conrathii Freyn, 1895
- Echinops coriophyllus C.Shih, 1979
- Echinops cornigerus DC., 1838
- Echinops cyanocephalus Boiss. & Hausskn., 1875
- Echinops cyrenaicus

## D
- Echinops dagestanicus Iljin, 1934
- Echinops dasyanthus Regel & Schmalh., 1882
- Echinops davuricus  Fisch. ex Hornem.
- Echinops delicatus  Mozaff.
- Echinops descendens Hand.-Mazz., 1913
- Echinops dichrous Boiss. & Hausskn., 1875
- Echinops dissectus Kitag., 1935
- Echinops dubjanskyi Iliin, 1922
- Echinops dumanii  C.Vural

## E
- Echinops ecbatanus Bornm. ex Rech.f., 1979
- Echinops echinatus Roxb.
- Echinops ellenbeckii O.Hoffm., 1906
- Echinops elymaiticus Bornm., 1918
- Echinops emiliae P.H.Davis, 1956
- Echinops endotrichus Rech.f., 1974
- Echinops erinaceus Kit Tan, 1955
- Echinops erioceras Bornm., 1918
- Echinops eryngiifolius O.Hoffm., 1895
- Echinops exaltatus Schrad.

## F
- Echinops fastigiatus Kamelin & Tscherneva, 1971
- Echinops faucicola Rech.f., 1974
- Echinops fedtschenkoi Iljin, 1922
- Echinops foliosus Sommier & Levier
- Echinops fontqueri  Pau
- Echinops fraudator C.C.Towns., 1988
- Echinops freitagii Rech.f., 1974

## G
- Echinops gaillardotii Boiss.
- Echinops galalensis Schweinf.
- Echinops gedrosiacus Bornm., 1918
- Echinops ghoranus Rech.f., 1979
- Echinops giganteus A.Rich.
- Echinops glaberrimus DC., 1834
- Echinops glandulosopunctatus Rech.f., 1979
- Echinops gmelinii Turcz., 1832
- Echinops gracilis O.Hoffm., 1908
- Echinops graecus Mill., 1768
- Echinops griffithianus Boiss., 1856
- Echinops grijsii Hance, 1866
- Echinops guineensis C.D.Adams, 1957

## H

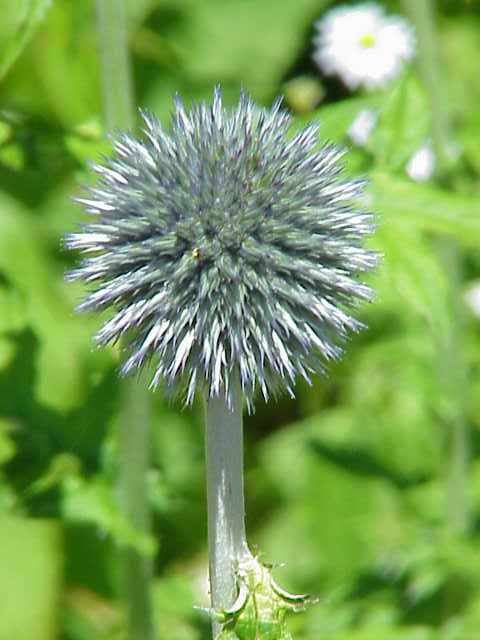
Echinops humilis

- Echinops haussknechtii Boiss., 1875
- Echinops hebelepis DC., 1838
- Echinops hedgei Kit Tan, 1995
- Echinops heteromorphus Bunge, 1863
- Echinops heterophyllus P.H.Davis, 1956
- Echinops himantophyllus Mattf., 1924
- Echinops hispidus Fresen., 1845
- Echinops hissaricus Rassulova & B.A.Sharipova, 1988
- Echinops hoehnelii Schweinf., 1892
- Echinops hololeucus Rech.f., 1964
- Echinops humilis M.Bieb.
- Echinops hussonii Boiss., 1849
- Echinops hystrichoides Kit Tan, 1995

## I
- Echinops ilicifolius Bunge, 1863
- Echinops inermis Boiss. & Hausskn., 1875
- Echinops integrifolius Kar. & Kir., 1841
- Echinops iranshahrii Rech.f., 1974

## J
- Echinops jaxarticus Bunge
- Echinops jesdianus Boiss. & Buhse, 1860

## K
- Echinops kafirniganus Bobrov, 1962
- Echinops kandaharensis Rech.f. & Köie, 1955
- Echinops karatavicus Regel & Schmalh., 1877
- Echinops kasakorum Pavlov, 1950
- Echinops kazerunensis  Mozaff.
- Echinops kebericho Mesfin, 1990
- Echinops keredjensis Rech.f., 1951
- Echinops kermanshahanicus  Mozaff.
- Echinops khansaricus  Mozaff.
- Echinops khuzistanicus  Mozaf
- Echinops knorringianus Iljin, 1922
- Echinops kotschyi Boiss., 1845
- Echinops kurdicus Bunge, 1863

## L
- Echinops lalesarensis Bornm., 1918
- Echinops lanatus C.Jeffrey & Mesfin, 1990
- Echinops laricus  Mozaff.
- Echinops lasiolepis Bunge, 1863
- Echinops leiopolyceras Bornm., 1918
- Echinops leiopolyceroides  Mozaff.
- Echinops leucographus Bunge, 1863
- Echinops lipskyi  Iljin
- Echinops longifolius A.Rich., 1848
- Echinops longipenicillatus Mozaff. & Ghahr., 2002
- Echinops longisetus A.Rich., 1848

## M
- Echinops macrochaetus Fresen., 1849
- Echinops macrophyllus Boiss. & Hausskn., 1875
- Echinops malacophyllus Rech.f., 1955
- Echinops mandavillei Kit Tan, 1955
- Echinops maracandicus Bunge, 1852
- Echinops melitenensis Hedge & Hub.-Mor., 1974
- Echinops mersinensis Gemici & Leblebici, 1992
- Echinops microcephalus Sm., 1813
- Echinops mildbraedii Mattf., 1924
- Echinops multicaulis Nevski, 1937

## N
- Echinops nanus Bunge, 1863
- Echinops nitens Bornm., 1913
- Echinops niveus Wall. ex Wall.
- Echinops nizvanus Rech.f., 1979
- Echinops nuratavicus A.D.Li, 1987

## O
- Echinops obliquilobus Iljin, 1922
- Echinops onopordum P.H.Davis, 1956
- Echinops opacifolius Iljin, 1934
- Echinops orientalis Trautv., 1975
- Echinops ossicus K.Koch, 1851
- Echinops oxyodontus Bornm. & Diels, 1919

## P
- Echinops pabotii Rech.f., 1979
- Echinops pachyphyllus Rech.f., 1959
- Echinops pannosus Rech.f., 1950
- Echinops pappii Chiov., 1911
- Echinops paradoxus Rech.f., 1950
- Echinops parviflorus Boiss. & Buhse, 1860
- Echinops pathanorum Rech.f., 1974
- Echinops phaeocephalus Hand.-Mazz., 1913
- Echinops philistaeus Feinbrun & Zohary, 1976
- Echinops polyacanthus Iljin, 1923
- Echinops polyceras Boiss., 1849
- Echinops polychromus Rech.f., 1951
- Echinops polygamus Bunge, 1863
- Echinops praetermissus Nevski, 1937
- Echinops prionolepis Bornm. & Mattf., 1940
- Echinops procerus Mozaff., 2002
- Echinops przewalskii Iljin
- Echinops psammophilus Mozaff.
- Echinops pseudomaracandicus Rassulova & B.A.Sharipova, 1988
- Echinops pseudosetifer Kitag., 1935
- Echinops pubisquameus Iljin, 1923
- Echinops pungens Trautv., 1974

## Q
- Echinops quercetorum Mozaff.

## R

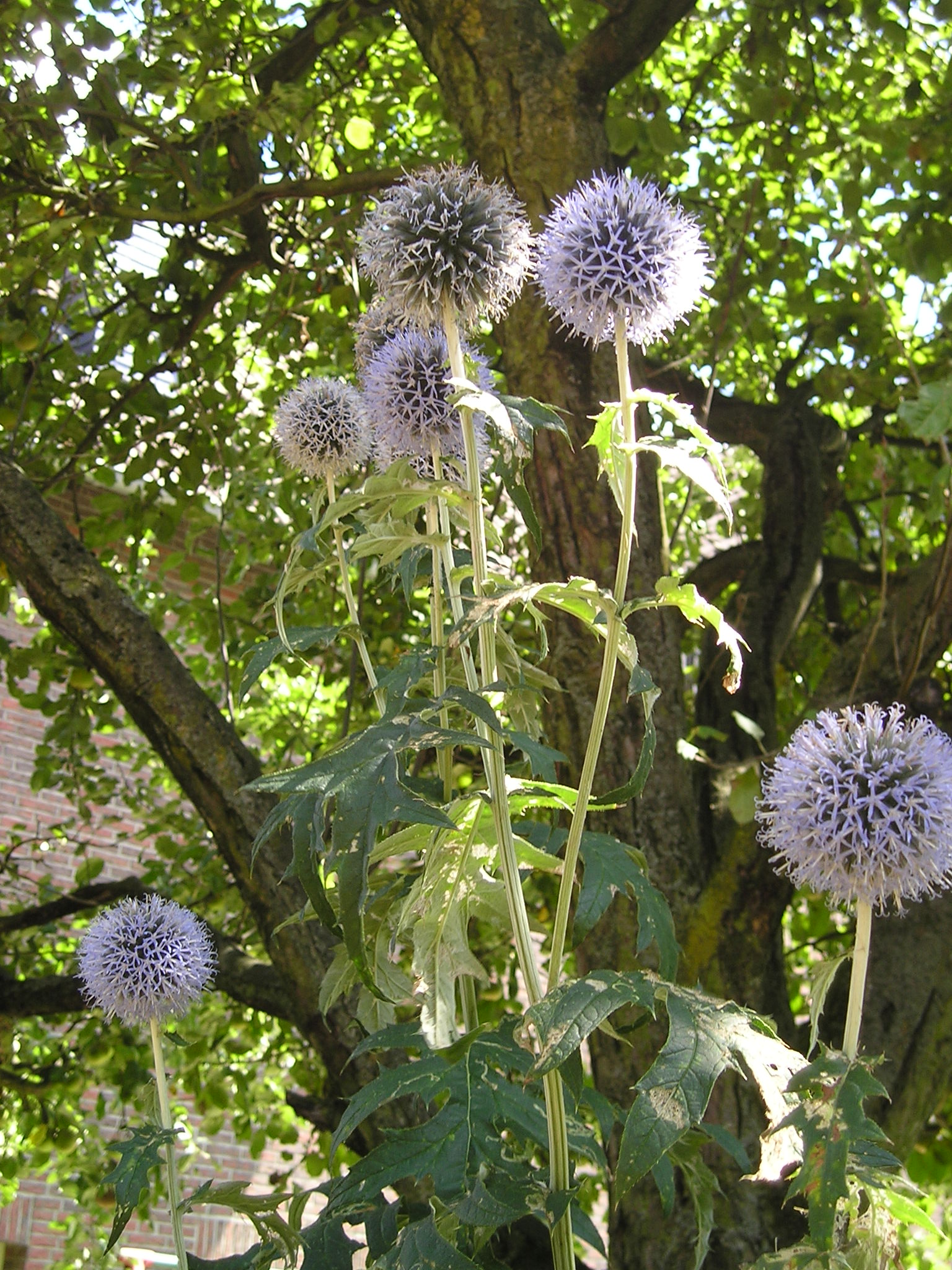
Echinops ritro

- Echinops raddeanus Sommier & Levier
- Echinops rajasthanensis R.P.Pandey & V.Singh, 1997
- Echinops rectangularis Rech.f., 1959
- Echinops registanicus Rech.f., 1969
- Echinops reticulatus E.A.Bruce, 1947
- Echinops ritro L., 1753
- Echinops ritrodes Bunge, 1863
- Echinops robustus Bunge, 1863
- Echinops rubromontanus Kamelin ex Rassulova & B.A.Sharipova, 1988

## S
- Echinops sabzevarensis  Mozaff.

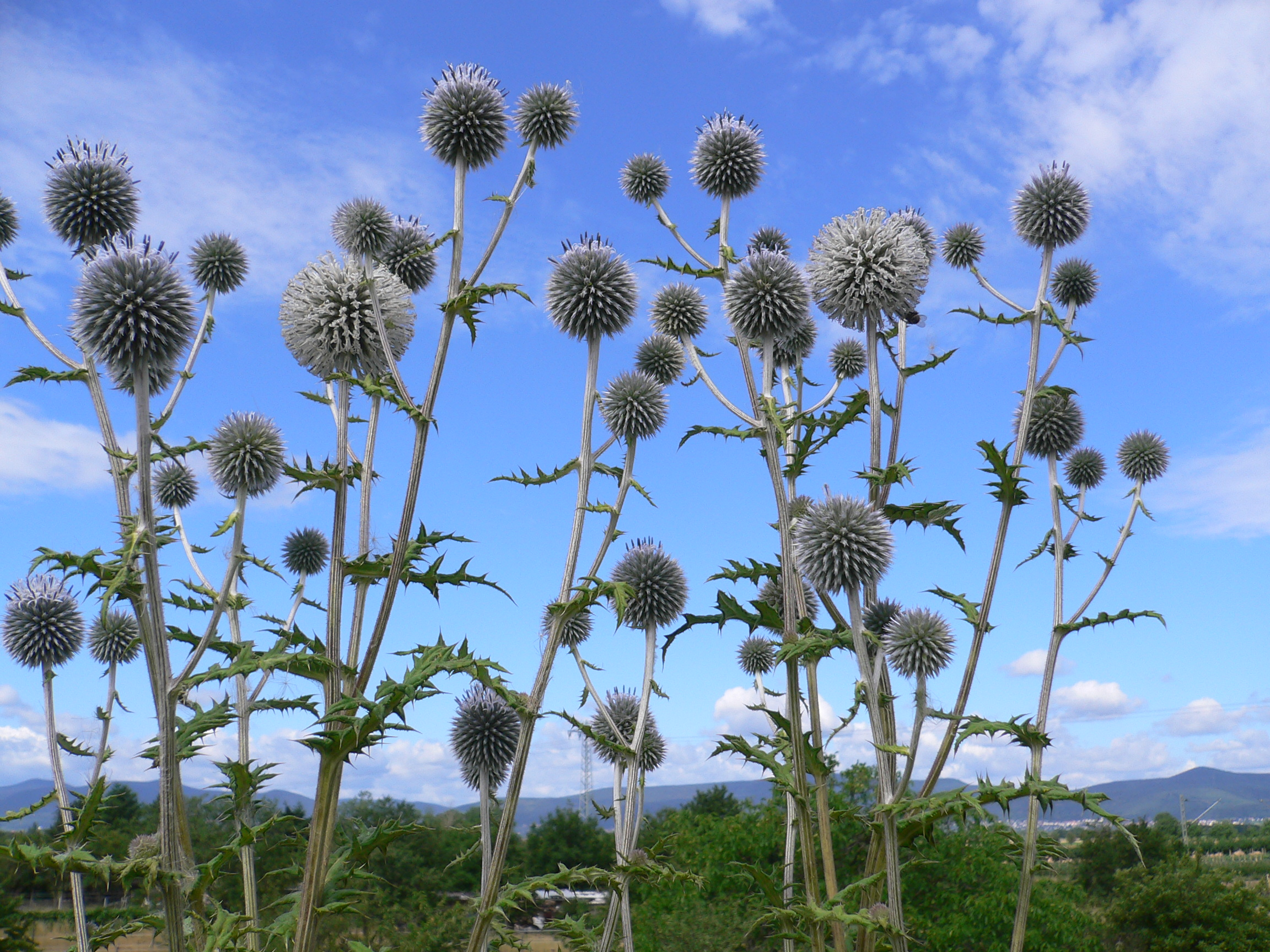
Echinops sphaerocephalus

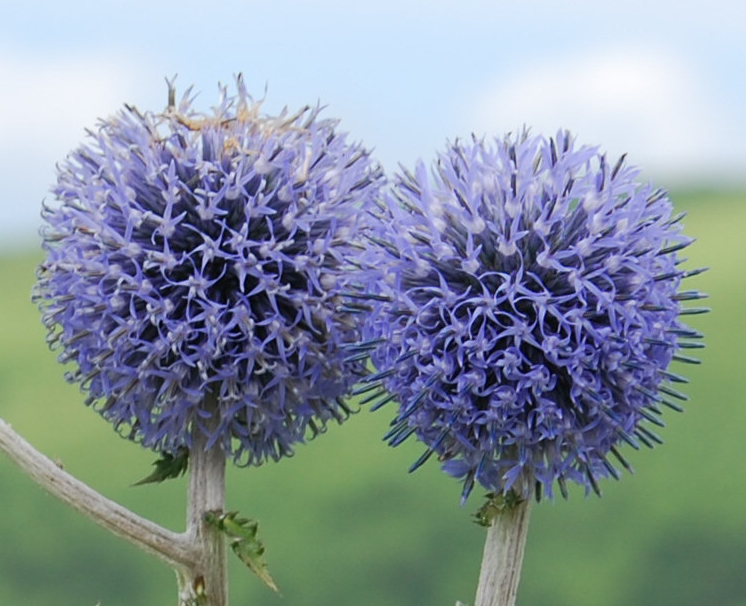
Echinops setifer

- Echinops saissanicus (B.Keller) Bobrov, 1962
- Echinops setifer Iljin, 1923
- Echinops shahrudensis Mozaff. & Ghahr., 2002
- Echinops shakrokii  S.A.Ahmad
- Echinops sheilae Kit Tan, 1995
- Echinops shulabadensis  Mozaff.
- Echinops siculus  Strobl
- Echinops sintenisii Freyn, 1895
- Echinops sojakii Rech.f., 1979
- Echinops sphaerocephalus L., 1753
- Echinops spiniger Iljin ex Iljin, 1960
- Echinops spinosissimus Turra
- Echinops strigosus L., 1753
- Echinops sulaimanii Rech.f., 1974
- Echinops sylvicola C.Shih, 1979

## T
- Echinops taeckholmianus Amin, 1987
- Echinops taftanicus Mozaff. & Ghahr., 2002
- Echinops talassicus Golosk., 1965
- Echinops tataricus  Knjaz.
- Echinops tenuisectus Rech.f., 1964
- Echinops tjanschanicus Bobrov, 1962
- Echinops tournefortii Ledeb. ex Ledeb.
- Echinops transcaspicus Bornm., 1918
- Echinops transcaucasicus Iljin, 1923
- Echinops transiliensis Golosk., 1965
- Echinops tricholepis Schrenk
- Echinops tschimganicus B.Fedtsch., 1911

## V
- Echinops vaginatus Boiss. & Hausskn., 1875
- Echinops villosissimus Bunge, 1863
- Echinops viridifolius Iljin, 1923
- Echinops viscidulus  Mozaff.

## W
- Echinops wakhanicus Rech.f., 1974

## Y
- Echinops yemenicus Kit Tan, 1995